# Helmuth Messner
Helmuth Messner (* 7. Oktober 1972) ist ein ehemaliger italienischer Biathlet.
Helmuth Messner lebt in Antholz. 1988 begann er mit dem Biathlonsport. Er debütierte 1993 in Oberhof im Biathlon-Weltcup. In seinem ersten Einzel wurde er 73. In Pokljuka schaffte er 1994 mit Rang 24 bei einem Sprint einen ersten Punktgewinn. Im Biathlon-Europacup 1994/95 wurde er hinter Ulf Karkoschka und Lars Kreuzer Dritter der Gesamtwertung. Es dauerte noch zwei Jahre, bis er am Holmenkollen in Oslo mit Rang 15 in einem Sprint seine Bestleistung im Weltcup schaffte. Höhepunkt der Saison wurden die Biathlon-Weltmeisterschaften 1997 in Osrblie, wo Messner mit Hubert Leitgeb, Enrico Tach und Pieralberto Carrara im Mannschaftswettkampf Zehnter wurde. Nächstes Großereignis wurden die Biathlon-Weltmeisterschaften 2000 in Oslo, bei denen der Italiener mit René Cattarinussi, Wilfried Pallhuber und Devis Da Canal im Staffelrennen zum Einsatz kam und dort den fünften Platz belegte. Letztes Großereignis wurden die Biathlon-Europameisterschaften 2001 in Haute-Maurienne. Messner gewann mit Theo Senoner, Sergio Bonaldi und Ivan Romanin hinter den Vertretungen aus Deutschland und Polen die Bronzemedaille im Staffelrennen.

## Biathlon-Weltcup-Platzierungen
Die Tabelle zeigt alle Platzierungen (je nach Austragungsjahr einschließlich Olympische Spiele und Weltmeisterschaften).
- 1.–3. Platz: Anzahl der Podiumsplatzierungen
- Top 10: Anzahl der Platzierungen unter den ersten zehn (einschließlich Podium)
- Punkteränge: Anzahl der Platzierungen innerhalb der Punkteränge (einschließlich Podium und Top 10)
- Starts: Anzahl gelaufener Rennen in der jeweiligen Disziplin
- Staffel: inklusive Mixed-Staffel

| Platzierung                                              | Einzel | Sprint | Verfolgung | Massenstart | Team | Staffel | Gesamt |
| -------------------------------------------------------- | ------ | ------ | ---------- | ----------- | ---- | ------- | ------ |
| 1. Platz                                                 |        |        |            |             |      |         |        |
| 2. Platz                                                 |        |        |            |             |      |         |        |
| 3. Platz                                                 |        |        |            |             |      |         |        |
| Top 10                                                   |        |        |            |             | 2    | 3       | 5      |
| Punkteränge                                              | 2      | 3      | 1          |             | 2    | 3       | 11     |
| Starts                                                   | 15     | 28     | 12         |             | 2    | 3       | 60     |
| Stand: Karriereende, Daten möglicherweise nicht komplett |        |        |            |             |      |         |        |